# ميندوغاس
ميندوغاس (بالإنجليزية: Mindaugas) (و. 1203 – 1263 م) هو أول دوق أكبر لليتوانيا والملك الوحيد الذي اعتلى عرشها. لا يعرف الكثير عن أصوله أو نشأته أو وصوله لسدة الحكم، ولكن ورد ذكر اسمه كأحد الدوقات الكبار في معاهدة تعود إلى عام 1219، وورد اسمه كذلك في معاهدة أخرى تعود إلى عام 1236 كزعيم جميع الليتوانيين. تذكر المصادر الحديثة والمعاصرة التي تناقش اعتلاؤه العرش دخوله في زيجات إستراتيجية وما صاحب ذلك من تعرضه للنفي وإقدامه على قتل خصومه. استطاع ميندوغاس توسيع نطاق سيطرته لتشمل المناطق الواقعة جنوب شرقي الأراضي الليتوانية خلال الفترة الممتدة من ثلاثينيات القرن الثالث عشر حتى أربعينياته. تعمد ميندوغاس واعتنق الرومانية الكاثوليكية في خضم الصراع الداخلي على السلطة في عام 1250 أو عام 1251. مكنته هذه الخطوة من تأسيس تحالف مع التنظيم الليفوني الذي كان عدوًا للشعب الليتواني منذ أمدٍ طويل. توج ملكًا على عرش ليتوانيا خلال صيف عام 1253 ليحكم رعية تراوح عدد أفرادها من 300 ألف إلى 400 ألف شخص.

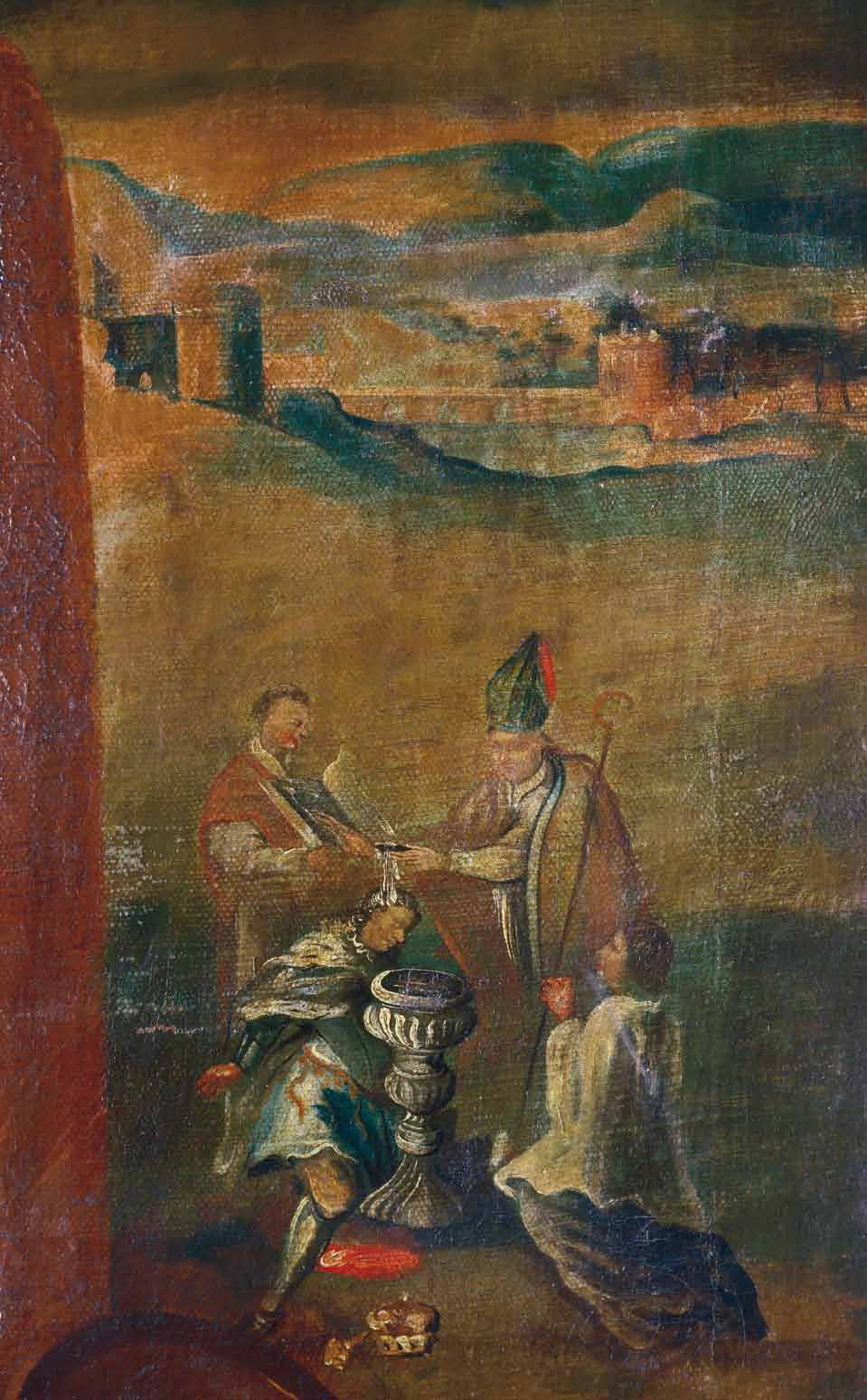
تعميد ميندوغاس، لوحة تعود الى القرن السادس عشر

استمرت صراعات ميندوغاس مع أقاربه والدوقات الآخرين على الرغم من تميز عهده كملك والذي استمر لعقد من الزمن، بالعديد من الإنجازات التي أسهمت في بناء الدولة الليتوانية. قابلت ساموغيتيا -وهي الجزء الغربي من ليتوانيا- حكم التحالف بمقاومة شديدة. كذلك تحدى التتار المكاسب التي حققها على الأرض في جنوب شرقي البلاد. أخل ميندوغاس بالسلام الذي عقده مع التنظيم الليفوني في عام 1261، ومن المحتمل أنه ارتد عن المسيحية واغتيل على يد ابن أخته ترينوتا وخصم آخر وهو دومنتاس دوق بسكوف في عام 1263. لم يتحلحل الاضطراب حتى نال تريدينس لقب الدوق الأكبر في نحو عام 1270.
حظي ميندوغاس بمكانة تاريخية خاصة خلال القرنين التاسع عشر والعشرين بعدما كانت سمعته متزعزعة إلى حد كبير خلال القرون اللاحقة التي أعقبت وفاته وعدم ملحوظية خلفائه. يعد ميندوغاس الملك الوحيد الذي وصل إلى عرش ليتوانيا؛ ففي حين أن معظم الذين تبوؤوا عرش دوقية ليتوانيا الكبرى بدءًا من يوغيلا ومن تبعه كان يحكمون تحت لقب ملك بولندا غير أن هذين اللقبين ظلا منفصلين. يعتبر ميندوغاس الآن مؤسس الدولة الليتوانية. وكذلك يعود إليه الفضل في دحر تقدم التتار نحو بحر البلطيق وترسيخ اعتراف دولي بالدولة الليتوانية وتوجيهها صوب الحضارة الغربية. نشر المؤرخ إدفاردس غودافايتشوس خلال تسعينيات القرن العشرين ورقة بحثية تدعم وجود تاريخ دقيق لتتويج ميندوغاس في يوم 6 يوليو عام 1253. يعد هذا اليوم عطلة وطنية رسمية في ليتوانيا تحت اسم يوم قيام الدولة.